# Martyrologium
Martyrologium, av grekiska μάρτυς, mártys, ”vittne”, och λόγος, lógos, ”ord”, latin Calendarium sanctorum, är en utförlig kalender med korta notiser om innevarande datums viktigare martyrer och helgon. Där finns uppgifter om vördnaden av dem och hur de dog men ibland även hur de levde och deras dödssätt. Ett av de mer kända är Martyrologium Romanum och det mest kända svenska verket är Lunds domkyrkas martyrologium